# Ritchiea littoralis
Ritchiea littoralis är en kaprisväxtart som beskrevs av Ernst Wilczek. Ritchiea littoralis ingår i släktet Ritchiea och familjen kaprisväxter. Inga underarter finns listade i Catalogue of Life.